# Ева Херцигова
Ева Херцигова (родена 10 март 1973) e чешка актриса и супермодел.

## Кратка биография
Ева Херцигова е родена в Литвинов, Чехия. Започва кариерата си на модел, след като побеждава в конкурс за красота в Прага през 1989 г., когато е на 16 години. След като пристига в Париж, тя става популярен супермодел. Нейната първа известна поява е в кампанията Мис Уондърбра през '90-те. Участва в реклами на Гес Джийнс, появява се в каталог на Виктория Сикретс и Спортс Илюстрейтед. Снима се в няколко филма. Позира гола за Плейбой през август 2004 г. През 2006 г. е Венера на церемонията по откриването на Зимни олимпийски игри 2006.
Омъжва се за Тико Торес, барабаниста на „Бон Джоуви“ през септември 1996. Развежда се през юни 1998.
На 1 юни 2007 г. ражда сина си Джордж Марсиаж Херциг.